# Herzklappe

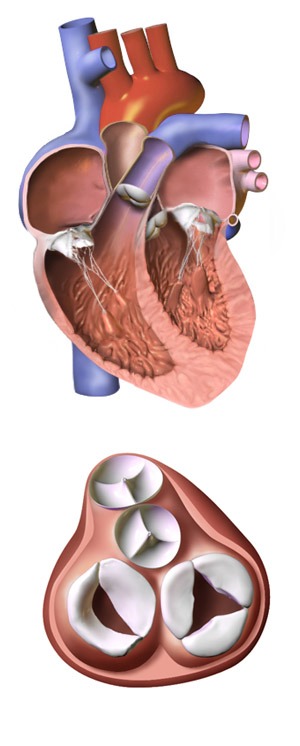
Oben: Darstellung eines aufgeschnittenen menschlichen Herzens mit den vier Herzklappen. Unten: Aufsicht auf die Herzklappenebene: Pulmonalklappe, Aortenklappe, Mitralklappe, Trikuspidalklappe

Eine Herzklappe (lateinisch valva = Klappe; valvula = kleine Klappe) wirkt im Herz als Ventil und soll einen Rückstrom des Blutes in die falsche Richtung verhindern. Alle Säugetiere besitzen vier Herzklappen. Sie befinden sich auf der Ventilebene,  vertikal betrachtet auf einer Höhe zwischen den Vorhöfen und den beiden Herzkammern.

## Übersicht

Animation des Blutstroms durch das Herz

Jede Herzhälfte hat eine Segelklappe (Atrioventrikularklappe) und eine Taschenklappe (Semilunarklappe). Die Segelklappen liegen zwischen Vorhof und Kammer und heißen Bikuspidalklappe oder Mitralklappe (links) und Trikuspidalklappe (rechts). Die Taschenklappen liegen jeweils zwischen Kammer und Ausstromgefäß und heißen Pulmonalklappe (rechts) und Aortenklappe (links). Die vier Klappen liegen auf einer Ebene, die als Herzklappen- oder Ventilebene bezeichnet wird.
Die Aortenklappe bildet sich gemeinsam mit der Pulmonalklappe in der 5. bis 7. Woche der Embryonalentwicklung. Herzklappen bestehen aus Einfaltungen des Endokards, die sich konzentrisch öffnen und schließen. Normale Herzklappen stellen keinen nennenswerten Widerstand für den Blutstrom dar, da dieser sie im geöffneten Zustand einfach gegen die Herzwand drückt. Die dann einsetzende Rückströmung entfaltet die Herzklappen und verschließt so die Strombahn. An den Segelklappen wird das Umschlagen der Klappensegel in die falsche Richtung durch Sehnenfäden verhindert, die während der Systole von den Papillarmuskeln der jeweiligen Herzkammer gestrafft werden.
Die Taschenklappen verursachen beim Zuschlagen den zweiten Herzton.

Schematische Anordnung der Herzklappen

## Die Klappen und ihre Teile

### Trikuspidalklappe
Das „Einlassventil“ zwischen dem rechten Vorhof und der rechten Herzkammer heißt Trikuspidalklappe (Valva atrioventricularis dextra) und ist eine der Segelklappen. Sie besteht normalerweise aus drei (tri) Segeln (Cuspis = Zipfel, Spitze):
- Cuspis angularis (kranio-medial)
- Cuspis parietalis (lateral)
- Cuspis septalis (kaudal).

### Pulmonalklappe
Das „Auslassventil“ zwischen der rechten Kammer und der Lungenstrombahn heißt Pulmonalklappe (Valva trunci pulmonalis). Sie ist als Taschenklappe mit normalerweise drei halbmondförmigen Klappentaschen (Valvulae semilunares) angelegt, die den Rückfluss von Blut in die rechte Herzkammer während der Diastole verhindern. Während der Systole öffnet sich die Klappe, sobald der Druck in der rechten Kammer den in der Pulmonalarterie übersteigt.

### Mitralklappe (Bikuspidalklappe)
Das „Einlassventil“ zwischen dem linken Vorhof (Atrium sinistrum) und der linken Herzkammer (Ventriculus sinister) heißt Bikuspidalklappe (Valva atrioventricularis sinistra). Diese Klappe ist eine Segelklappe und hat zwei (bi) Klappensegel (cuspides, Einzahl cuspis):
- Cuspis anterior (in der Veterinäranatomie: Cuspis septalis)
- Cuspis posterior (in der Veterinäranatomie: Cuspis parietalis)

Sie erinnert in ihrer Form an eine Mitra und wird daher auch als Mitralklappe (Valva mitralis) bezeichnet.

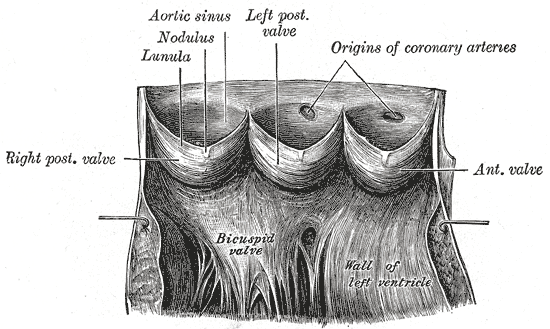
Die drei Aortenklappentaschen (aus Gray’s Anatomy)

### Aortenklappe

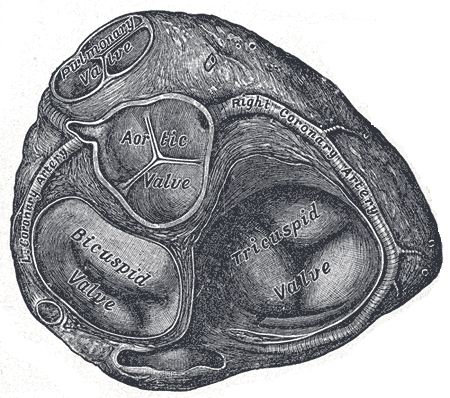
Aufsicht auf die Herzklappenebene von oben (aus Gray's Anatomy)
Aortic Valve = Aortenklappe
Bicuspid Valve = Mitralklappe
Pulmonary Valve = Pulmonalklappe
Tricuspid Valve = Trikuspidalklappe

Das „Auslassventil“ der linken Kammer zur Aorta ist die Aortenklappe (Valva aortae). Sie ist als Taschenklappe mit drei Taschen (Valvulae semilunares) angelegt.
- Valvula semilunaris dextra oder rechte Tasche
- Valvula semilunaris sinistra oder linke Tasche
- Valvula semilunaris posterior oder hintere Tasche

Menschen mit einer angeborenen zweitaschigen Aortenklappe haben ein erhöhtes Risiko für Aortenklappenstenose und Aortendissektionen.

## Krankheiten der Herzklappen
Hauptartikel: Herzklappenfehler
Verengungen der Herzklappen werden als Stenosen (→ angeborene Aortenklappenstenose und erworbene Aortenklappenstenose, Trikuspidalklappenstenose, Pulmonalklappenstenose, Mitralklappenstenose) und Schlussunfähigkeiten als Insuffizienzen (→ Trikuspidalklappeninsuffizienz, Pulmonalklappeninsuffizienz, Aortenklappeninsuffizienz, Mitralinsuffizienz) bezeichnet. Klappenfehler sind die häufigste Ursache für krankhafte Herzgeräusche. Sie können unter Umständen durch eine Herzklappenrekonstruktion repariert werden.
Bei Entzündungen der Herzinnenhaut kann es zur Schrumpfung, Vernarbung und „Verklebung“ einzelner oder mehrerer Klappen kommen, die sowohl Klappenstenosen als auch Klappeninsuffizienzen zur Folge haben können.
Ist eine Herzklappe von Geburt an missgebildet oder hat sich im Laufe des Lebens krankhaft verändert, kann sie durch eine künstliche Herzklappe (siehe Herzklappenersatz) ersetzt oder durch eine Kommissurotomie behandelt werden.